# Piero Gadda Conti
Pietro Gadda Conti, detto Piero (Milano, 13 febbraio 1902 – Arzo, 22 gennaio 1999), è stato uno scrittore, critico cinematografico e traduttore italiano.

## Biografia
Il padre Giuseppe era un ingegnere ed imprenditore attivo nella produzione di macchinari ed impianti elettrici ed era cugino di Carlo Emilio Gadda (il quale era figlio di Francesco Ippolito Gadda, fratello di Pietro Gadda, padre di Giuseppe, appunto). 
La madre Matilde Conti era sorella di Ettore Conti, anch'egli ingegnere e socio del padre Giuseppe. Nel 1939 proprio questo zio Ettore adottò Piero (assieme a Lia Baglia, figlia di un'altra sorella e già moglie dell'importante architetto Piero Portaluppi); da allora Piero aggiunse il cognome dello zio al suo.
Piero intrattenne una lunga corrispondenza epistolare con lo zio romanziere e poco dopo la sua morte raccolse queste lettere in un libro, intitolandolo Le confessioni di Carlo Emilio Gadda.
Si laureò in giurisprudenza all'Università di Pavia e ben presto iniziò a collaborare, soprattutto come critico cinematografico, a giornali e riviste, tra cui La Perseveranza, L'Ambrosiano, La Fiera Letteraria (sua la rubrica "Cinelandia"), Il Resto del Carlino, La Stampa, Pegaso, Nuova Antologia, Il Popolo, La Tribuna.
Fece parte della Giuria della Mostra Internazionale di Venezia negli anni 1950, 1951, 1955, 1958, 1963.
Nel 1970 vinse il Premio Bagutta con La paura.
Fu anche traduttore di opere di Paul Gauguin, Aldous Huxley, Robert Louis Stevenson, Mark Twain, John Steinbeck, Alphonse Daudet.
Morì a 96 anni in una clinica di Arzo, in Svizzera.
È sepolto nella necropoli del cimitero monumentale di Milano.

## Opere principali
- L' entusiastica estate, Milano, Il convegno, 1924
- Verdemare, Firenze, Edizioni di Solaria, 1927
- Mozzo, Milano, Ceschina, 1930
- Gagliarda, Roma, Società anonima La Nuova Antologia, 1931
- A gonfie vele, Milano, Ceschina, 1931
- Orchidea, Milano, Ceschina, 1934
- Festa da ballo, Milano, Ceschina, 1937
- Nuvola, Milano, Ceschina, 1938
- Vocazione mediterranea, Milano, Ceschina, 1940
- Moti del cuore, Milano, Ceschina, 1940
- Vita e melodia di Giacomo Puccini, Milano, Ceschina, 1955
- Adamira, Milano, Bompiani, 1956
- Vanterie adolescenti, Padova, Rebellato, 1960
- La paura, Milano, Ceschina, 1970
- Le confessioni di Carlo Emilio Gadda, Pan editrice Milano, 1974